# Diario Co Latino
 (avril 2015).
Si vous disposez d'ouvrages ou d'articles de référence ou si vous connaissez des sites web de qualité traitant du thème abordé ici, merci de compléter l'article en donnant les références utiles à sa vérifiabilité et en les liant à la section « Notes et références ».
Diario Co Latino est un journal du soir salvadorien. Il est considéré comme ayant une ligne éditoriale progressiste sur les questions politiques et économiques.
Sa distribution couvre l'air métropolitaine de Salvador. Il dispose également d'une édition Internet. Son directeur est le journaliste Francisco Elías Valence. Il a un tirage quotidien moyen de 10 000 copies.

## Histoire
Le Diario Co Latino a été précédé par un journal fondé le 5 novembre 1890 par le journaliste Miguel Pinto, dont le nom était Siglo XX, puis Latinoamericano. Il adopte dans les années 1920 le nom de Diario Latino.
Il est resté pendant près d'un siècle la propriété de la famille Pinto. Au cours de la présidence du général Maximiliano Hernández Martínez (1931-1944), il a été soumis à la censure, car il était critique envers l'autoritarisme de ce gouvernement.
En juin 1989, le Journal Latino fait faillite et ses employés ne reçoivent plus leurs salaires. Les employés s'organisent alors en coopérative et prennent en charge l'administration du quotidien. Le journal est rebaptisé Diario Co Latino.

## Ligne éditoriale
Depuis lors, le journal observe une ligne éditoriale progressiste et est devenu critique envers le gouvernement conservateur de l'Alliance républicaine nationaliste. Des espaces sont ouverts à l'opinion des représentants des syndicats, des groupes de femmes, des universitaires et des intellectuels.
En 1991, le local du journal a été brûlé, l'incendie a été attribué à des groupes d'extrême-droite. Sa restauration s'est faite avec le soutien de diverses institutions salvadoriennes et internationales comme Oxfam, Diakonia Suède, Fédération internationale des journalistes (FIJ), l'Organisation internationale des journalistes (OIP), la coopération espagnole et des jeunes bénévoles de l'Université d'El Salvador.